# Kuzma község
Kuzma község (szlovénül Občina Črenšovci, alapfokú közigazgatási egység Szlovéniában, a Muravidéken, a Pomurska statisztikai régióban. Központja Kuzma. Lakossága 2018-ban 1555 fő volt.

## A község települései
A községhez tartozó falvak: Felsőcsalogány, (Gornji Slaveči), Kuzma, Szentmátyás (Matjaševci), Türke (Trdkova) és Völgyköz (Dolič).
Zárójelben a szlovén név szerepel, de legtöbbször a szlovéniai magyarok is ezeket a névváltozatokat használják, mivel a gyakorlatilag tiszta szlovén települések magyar nevüket 6-800 éves fennállásuk után jórészt csak a 19. század végi földrajzinév-magyarosítások idején kapták, és ezek azóta feledésbe merültek.

## Népesség
| Lakosok száma | 1587 | 1572 | 1599 | 1580 | 1589 | 1594 | 1583 | 1562 | 1574 | 1581 |
|               | 2008 | 2009 | 2011 | 2012 | 2013 | 2015 | 2016 | 2017 | 2019 | 2020 |